# Histoire de Château-Gontier au Moyen Âge
L'histoire de Château-Gontier au Moyen Âge couvre une période allant de la fin de l'Antiquité à la bataille de Saint-Aubin-du-Cormier le 28 juillet 1488. 

## Origine
Le comte d'Anjou Foulque Nerra donna le domaine de Bazouges aux bénédictins de l’abbaye Saint-Aubin d'Angers. La donation du domaine et de l'église se situerait entre 988 et 999. Foulques Nerra laisse à l'abbaye tous les droits féodaux utiles, census et vendas.
Les bénédictins édifièrent le prieuré Saint-Jean-Baptiste. 
Foulque Nerra, voulant renforcer ses frontières avec la Bretagne, décida de faire élever un château. C'est probablement pour s'opposer aux prétentions des Bretons que Foulque Nerra avait construit Château-Gontier à la pointe extrême de la conquête bretonne.
La fondation même du château et de la ville est en tête du Cartulaire de Saint-Aubin, qui raconte l'établissement du château par Foulque Nerra, l'année même de la naissance de Geoffroy Martel (1007). Le château est construit sur un territoire de Bazouges, que le comte avait retiré aux religieux de Saint-Aubin depuis plusieurs années en échange d'Hondainville. La garde de ce château est confiée à l'un des officiers (villicus) de Foulques Nerra nommé Gontier.
Un fortin est d'abord élevé, puis un grand donjon qui est achevé par Renaud Ier de Château-Gontier, fils d'Yves
En même temps que les Bénédictins de l'Abbaye Saint-Aubin d'Angers organisaient le service paroissial dans la nouvelle ville, le seigneur fondait pour son propre usage et près de son château la petite collégiale de Saint-Just.
Renaud Ier de Château-Gontier obtient de l'abbé le quart de sa cour de Bazouges pour la comprendre dans l'enceinte de la ville, lui promit de la tenir à foi et hommage de lui et de ses successeurs, in fidelitatem hommagii. 
Foulques Nerra s'était seulement réservé le droit suzerain sur la tour. La vassalité de Château-Gontier envers les religieux n'est rachetée qu'en 1360, en vertu d'un échange des droits seigneuriaux que le baron de Château-Gontier possédait sur le territoire de Bazouges.

## Conan II de Bretagne
Conan II cherche en 1066 à profiter de l'affaiblissement temporaire des comtes d'Anjou et à renforcer sa frontière du côté de l'Anjou. Vers la fin de l'an 1066, le prince breton, après avoir occupé Pouancé qui appartenait à Sylvestre de la Guerche, pris Segré, il s'avance jusqu'à Château-Gontier qu'il assiège. La ville tombe, selon Guillaume de Jumièges.
Mais Conan meurt devant la cité, le 11 décembre 1066 empoisonné, dit-on, par un traître sur l'ordre de Guillaume le Bâtard, soupçonné d'avoir commandité cet assassinat. La campagne où Conan trouva la mort semble avoir eu pour but, en reprenant Pouancé, Segré et Château-Gontier, de rétablir l'autorité des Bretons dans ce territoire d'où les invasions normandes les avaient refoulés.
La cause de la guerre était probablement le désir de rétablir les limites de la Bretagne, portées par Erispoë jusqu'à la Mayenne, et que le prince breton avait fortifiées par des retranchements puissants, comprenant deux fossés et deux haies de terre, appuyés de distance en distance par des boulevards, et allant de la Mayenne au-dessus de Bazouges, à la Seiche en face des Availles. Il reste encore des traces sérieuses de ces travaux, sur une ligne jalonnée par des lieux nommés « les Miaules » et l'on distingue nettement que la défense était dirigée contre un ennemi venant du Nord. On sait aussi qu'au Xe siècle les Bretons maintenaient encore leur influence dans cette région qui englobait le Craonnais.

## Baronnie
Par la suite, Château-Gontier devient une baronnie au profit de Renaud. La baronnie de Château-Gontier offre cette particularité historiquement intéressante que sa limite nord était comme indécise entre le Comté du Maine, puis Comté de Laval et l'Anjou. L'autorité civile et féodale du comte d'Anjou avait empiété par droit de conquête sur le territoire manceau, avant le XIe siècle, mais à une époque où les paroisses étaient déjà constituées. Aussi l'évêque du Mans avait-il maintenu sa juridiction sur l'étendue de son diocèse[réf. incomplète].

Carte de l'Anjou au XVIIIe siècle.

La sénéchaussée de Château-Gontier sous l'Ancien Régime.

## Querelle avec Laval
En 1085, eut lieu entre les Castrogontériens et les Lavallois une querelle qui les mit aux mains, mais on a donné, selon Isidore Boullier et l'abbé Angot, à cet événement une gravité exagérée. Le seul texte qui la mentionne est celui de la Chronique de Saint-Aubin. Il est en cinq mots : LXXXV. — Prælium inter Castrogunterianos et Lavallenses, ce qui s'interprète mieux d'une bataille ou bagarre que d'une guerre, qui aurait eu lieu entre les habitants des deux baronnies

## XIIesiècle
Dès que la ville commence à se constituer, on voit apparaitre une association de confrères desservant une aumônerie établie à proximité, sur Azé. Vers 1119, les frères veulent se donner avec leur maison à Vital de Mortain et à ses moines. 
Les religieux de l'Abbaye Saint-Nicolas d'Angers, patrons de la paroisse d'Azé, s'opposèrent à cette cession et obtinrent du pape Calixte II, qui se trouvait à Angers, et plus tard (28 mai 1120) de l'évêque Renaud de Martigné, qui partait pour la Terre-Sainte, qu'elle se fit en leur faveur. Ce projet d'un prieuré conventuel qui eût été en même temps un hospice n'aboutit point.

## XIIIesiècle
Château-Gontier a été mis au nombre des places prises et saccagées par Raoul de Chester, chef anglais au service de Pierre Mauclerc, duc de Bretagne, en 1230. Il s'agissait pour Mathieu Paris, du château de Gonnor, et non du château de Gontier.
Château-Gontier se situe alors au centre de la province ecclésiastique de Tours et héberge plusieurs conciles:
- Juhel de Mathefelon y réunit ses suffragants en 1231-1232 et y rédige 37 canons, dont le dernier confirme les statuts d'un concile précédent tenu à Laval.
- Les conciles tenus à Saumur, 1253, à Nantes, 1264, à Langey, 1270, d'autres encore, rappelèrent, en les renouvelant, les règles disciplinaires édictées à Château-Gontier[11]
- Le synode tenu sous Vincent de Pirmil, le 23 juillet 1268, rédigea huit canons, dont plusieurs sont rappelés à Langey (1270) et à Château-Gontier (1320)[12]
- Un concile, réuni en 1281, est rappelé à Saumur en 1315[13]
- Du 17 au 19 février 1299[14] eut lieu un synode auquel n'assistèrent pas les évêques du Mans et de Dol, en litige pour la préséance[15]

## XIVesiècle

### Début duXIVesiècle
En 1320, une nouvelle assemblée édite douze canons très importants.
Le synode de 1336 est également rappelé par ceux d'Angers et de Nantes.
En 1343, le sel devient un monopole d'État par une ordonnance du roi Philippe VI, qui institue la gabelle, la taxe sur le sel. L'Anjou fait partie des pays « de grande gabelle » et comprend seize tribunaux spéciaux ou « greniers à sel », dont celui de Château-Gontier. 
Au mois de janvier 1343,  Philippe VI passe à Château-Gontier à l'occasion de la Guerre de Succession de Bretagne. 

### Les Anglais
La guerre sévit autour de Château-Gontier à partir de 1362, où se font de nombreuses revues de gens d'armes. 
Dès 1362, les Anglais nplusieurs fois[Quoi ?] à Château-Gontier avant le mois de mars 1363. Guillaume Chamaillard dit s'être emparé de Château-Gontier, sur les Anglais sans doute, avant 1364.
Après avoir placé sur le trône Henri de Trastamare, les grandes compagnies rentrent en France. Une des compagnies pille Vire en 1368, puis conduite par John Creswell et Folcquin Lallemant s'empare de Château-Gontier. La ville est prise par ruse, le 17 août 1368, jour de marché. 
Le capitaine anglais reçoit à Château-Gontier, au mois de septembre, une compagnie de gendarmes français qui lui ramenait les otages livrés par lui comme caution de la reddition de Vire. Le 5 mars 1369, Robert Beverle est envoyé de Londres en mission à Château-Gontier. Un traité fut passé peu après en vertu duquel Cressewel évacuerait la place moyennant rançon, et Guillaume Becquet fut chargé d'en lever les deniers dans les diocèses du Mans et d'Angers. 
Quand il vint en effectuer le paiement, au mois de juillet 1369, la somme n'était pas suffisante, il dut livrer jusqu'aux chevaux de la troupe qu'il amenait avec lui. Enfin les Anglais partirent avant le 3 août 1369. Amaury IV de Craon avait levé une troupe nombreuse de chevaliers et d'écuyers pour les poursuivre. 
La ville a grandement souffert de cette longue occupation.  Les Anglais avaient partiellement démantelé le château de Château-Gontier ; on parle en 1414 du Chastel anxien à présent démoly.
On se plaint encore en 1411 de ce que Jean Ier d'Alençon, et ses alliés avaient laissé la ville grandement et fort ruinée.

## XVesiècle
En 1421, Thomas Montaigu, comte de Salisbury vient faire une course en Anjou et par une nuit chevaucha à grant puissance jusque devant Chasteaugontier pour cuider entrer dans la ville, laquelle avait été ouverte par aucuns ; mais l'entreprise fut découverte et se mirent ceux de la ville en garde et deffense, tellement que ne fut prise, mais les faubourgs furent pillés
La ville fut quelque temps occupée par les Anglais en 1434 ; vers le milieu de l'année, Jean Allain qui s'y trouvait prisonnier demande un congé pour trouver la finance de sa rançon et la rapporter.
Charles VII de France, quand il voulut mettre de la discipline dans les bandes d'Écorcheurs qui dévastaient la France, assigne, en 1439, Château-Gontier comme résidence à l'un des chefs les plus redoutés, Jean Blanchefort. Ce dernier partit rapidement pour rejoindre le dauphin révolté. 
C'est à Château-Gontier que se réunirent les capitaines: André de Lohéac, Louis et Jean V de Bueil, le sire de Varennes, qui, voulant secourir les Français au Siège de Pouancé, allèrent se faire battre au Bourgneuf de Saint-Quentin, au mois de novembre 1443, pour n'avoir pas attendu les renforts annoncés par le comte de Richemont qui était venu les rejoindre.

## LouisXI
La paix faite avec les Anglais, la guerre ne tarda pas à se renouveler entre Louis XI et François II de Bretagne, duc de Bretagne : en profitant d'une trêve jusqu'au 10 juin, Charles le Téméraire proposait secrètement à François II de Bretagne d'attaquer le royaume de France. En effet, sous prétexte d'un empoisonnement, le duc de Bretagne avait fait prisonnier le confesseur et l'écuyer de cuisine du duc de Guyenne. 
Avec son armée puissante, Louis XI en conflit avec Jean II de Valois, passa par Laval; mais il ne s'y arrêta pas et il ne lui fut pas fait de réception solennelle. Il passe aussi à Château-Gontier : deux de ses lettres, du 23 et du 25 août, sont datées de Château-Gontier. 
Le roi, en quittant Laval, se réfugia par l'abbaye de la Roë au mois de septembre 1472 pendant que son armée était devant la Guerche. Il occupa Ancenis le 7 juillet, puis le 21 juillet Pouancé à la frontière. Ensuite, le roi retourna aux Ponts-de-Cé pour contrôler le passage de la Loire. Enfin, le 15 octobre, une trêve pour un an fut conclue.

## Guerre folle
Lors de la Guerre folle, Charles VIII passe à Château-Gontier le mois d'avril 1487, il y était encore le 2 mai, avant de venir à Laval. Au commencement de 1488, une partie des troupes convoquées sous les ordres de Louis II de la Trémoille se concentre dans ses murs. 
Robert de Balzac et le capitaine de Silly y font, au mois de mars, la montre des nobles afin de choaisir ceux qui seroient gens pour servir. La ville devient au mois de juin l'un des magasins de l'armée au moment où le coup décisif va être porté contre le duc de Bretagne, à la bataille de Saint-Aubin-du-Cormier.

## Sources
- Registres paroissiaux depuis 1527
- Archives de l'hôtel de ville, de l'hôpital
- Archives départementales de la Mayenne, E, terrier du marquisat[27]
- Barthélémy Roger, Histoire d'Anjou
- Léon Maître, Série chronologique des seigneurs de Château-Gontier.
- D'Epinay. Notes arch. sur divers monuments de Château-Gontier
- Abbé Charles, Notes arch. sur divers monuments de Château-Gontier
- Martin Foucault, Documents historiques sur Château-Gontier
- Le cabinet de René Gadbin, heureusement recueilli dans son intégrité par Paul de Farcy est indiqué comme une mine précieuse par l'Abbé Angot
- Emmanuel Marie Félix Chiron du Brossay, La Destruction du château de Château-Gontier.